# Sükhbaataryn Yanjmaa
Sükhbaataryn Yanjmaa (tiếng Mông Cổ: Сүхбаатарын Янжмаа, nhũ danh Nemendeyen Yanjmaa, tiếng Mông Cổ: Нэмэндэен Янжмаа; 15 tháng 2 năm 1893–1963) là góa phụ của lãnh tụ cách mạng Mông Cổ Damdin Sükhbaatar, bà là Chủ tịch Đoàn chủ tịch Đại Khural Quốc gia từ tháng 9 năm 1953 đến tháng 7 năm 1954, trở thành người phụ nữ thứ hai trong lịch sử được bầu hay bổ nhiệm làm nguyên thủ quốc gia.
Yanjmaa sinh ngày 15 tháng 2 năm 1893 trong một gia đình mục dân nghèo gần Ulaanbaatar ngày nay. Bà hoạt động trong nhóm cách mạng của Sükhbaatar với vai trò người đưa tin vào năm 1919. Khi phu quân của bà đến Liên Xô vào năm 1920 để giao thiệp với những nhà cách mạng Bolshevik, Yanjmaa đã ở lại Ulaanbaatar cùng con trai, trốn tránh lùng sục của các quan chức Trung Quốc. Năm 1921, Khorloogiin Choibalsan đã giúp bà và con trai chạy trốn đến Kyakhta để đoàn tụ với Sükhbaatar.

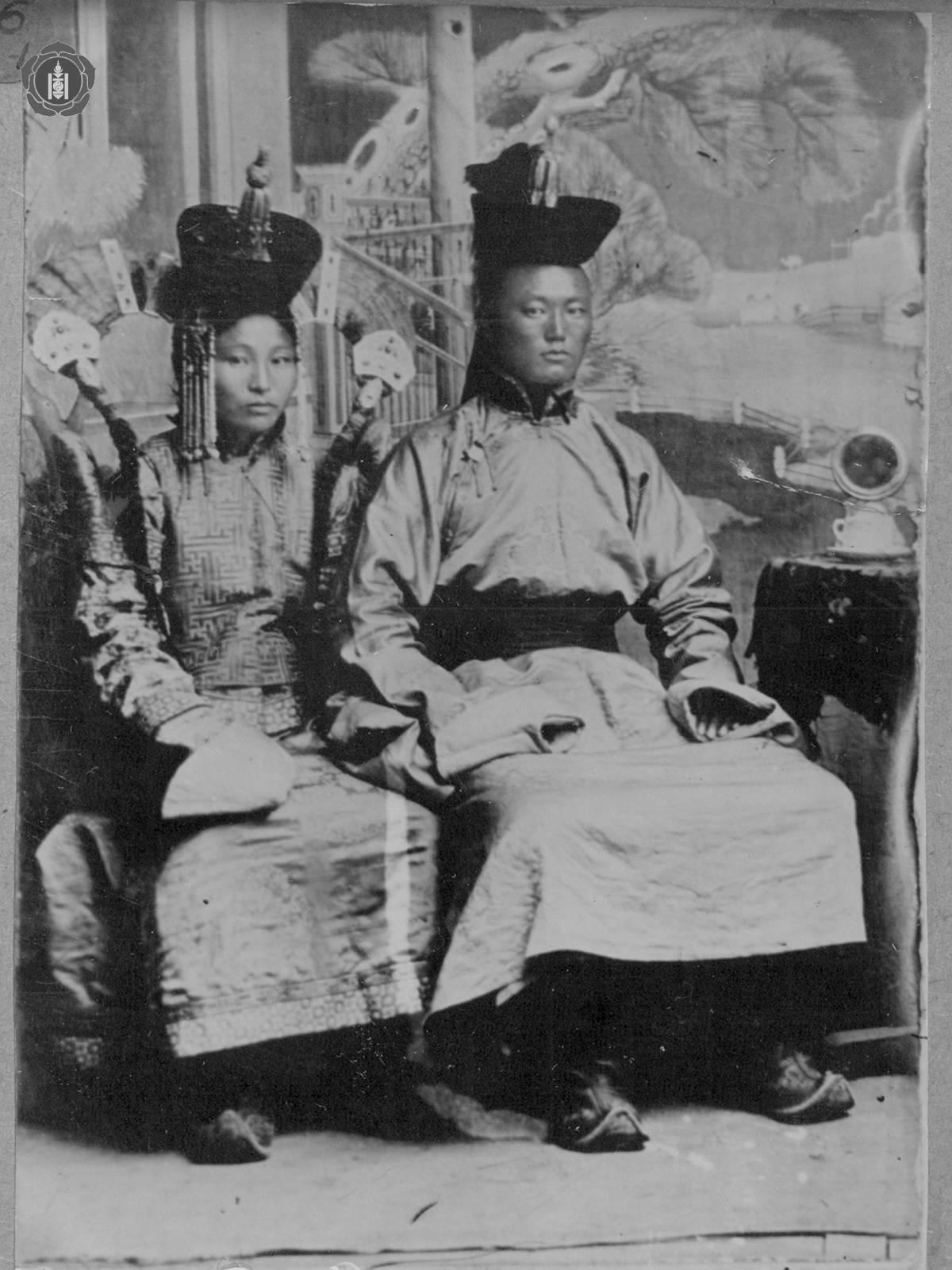
Yanjmaa (trái) cùng phu quân Damdin Sükhbaatar, người mất năm 1923

Sau khi phu quân của bà lãnh đạo quân du kích Mông Cổ giành chiến thắng trong Cách mạng Ngoại Mông 1921, Yanjmaa trở thành một thành viên của Liên hiệp Thanh niên Cách mạng Mông Cổ. Khi Sükhbaatar qua đời năm 1923, bà nhận "Sükhbaataryn" để thay thế phụ danh Nemedeyen và gia nhập Đảng Nhân dân Cách mạng Mông Cổ vào năm 1924. Với vai trò là một thành viên của Ủy ban Trung ương Đảng và Đoàn chủ tịch Ủy ban Trung ương, bà đã đại diện cho Đảng Nhân dân Cách mạng Mông Cổ trong Hội nghị Quốc tế lần thứ ba của Phụ nữ Cộng sản (nơi bà gặp Clara Zetkin và Nadezhda Krupskaya) và Đại hội Thế giới lần thứ năm của Quốc tế thứ ba ở Moskva, cả hai đều diễn ra vào năm 1924. Bà đã tham gia vào việc hình thành công đoàn đầu tiên của Mông Cổ vào năm 1925. Từ năm 1927 đến năm 1930, bà theo học tại Trường Đại học Lao động Cộng sản Phương Đông ở Moskva. Năm 1933, Yanjmaa đứng đầu phân nhóm phụ nữ mới được thành lập của Ủy ban Trung ương Đảng Nhân dân Cách mạng Mông Cổ và với vị trí này, bà tập trung vào việc phát triển giáo dục của phụ nữ.
Từ năm 1940 cho đến năm 1954, Yanjmaa là một ủy viên trong Bộ chính trị của Đảng và là Bí thư của Ủy ban Trung ương Đảng từ năm 1941 đến năm 1947. Bà là một thành viên của Đoàn chủ tịch Tiểu Khural (ủy ban hành pháp của Đại Khural Quốc gia, hay nghị viện) từ năm 1940 đến 1950. Trong Thế chiến II Yanjmaa đã giúp gây quỹ để hỗ trợ Liên Xô, vì thế bà đã được Liên Xô trao Huân chương Cờ đỏ Lao động vào năm 1946. Năm 1945, bà được bầu làm một thành viên của Liên đoàn Phụ nữ Dân chủ Quốc tế
Yanjmaa là một thành viên của Đại Khural Nhân dân từ năm 1950 đến 1962. Sau cái chết của Gonchigiin Bumtsend, bà trở thành quyèn Chủ tịch Mông Cổ trong giai đoạn chuyển giao, tại chức từ ngày 23 tháng 9 năm 1953 đến ngày 8 tháng 7 năm 1954. Điều này khiến bà trở thành người phụ nữ thứ hai nắm giữ vai trò nguyên thủ quốc gia chính thức của một nước cộng hòa, sau Khertek Anchimaa-Toka tại Cộng hòa Nhân dân Tuva.